# Jasnohorodka (Wyschhorod)
Jasnohorodka (ukrainisch Ясногородка; russisch Ясногородка Jasnogorodka) ist ein Dorf im Norden der ukrainischen Oblast Kiew mit etwa 400 Einwohnern.

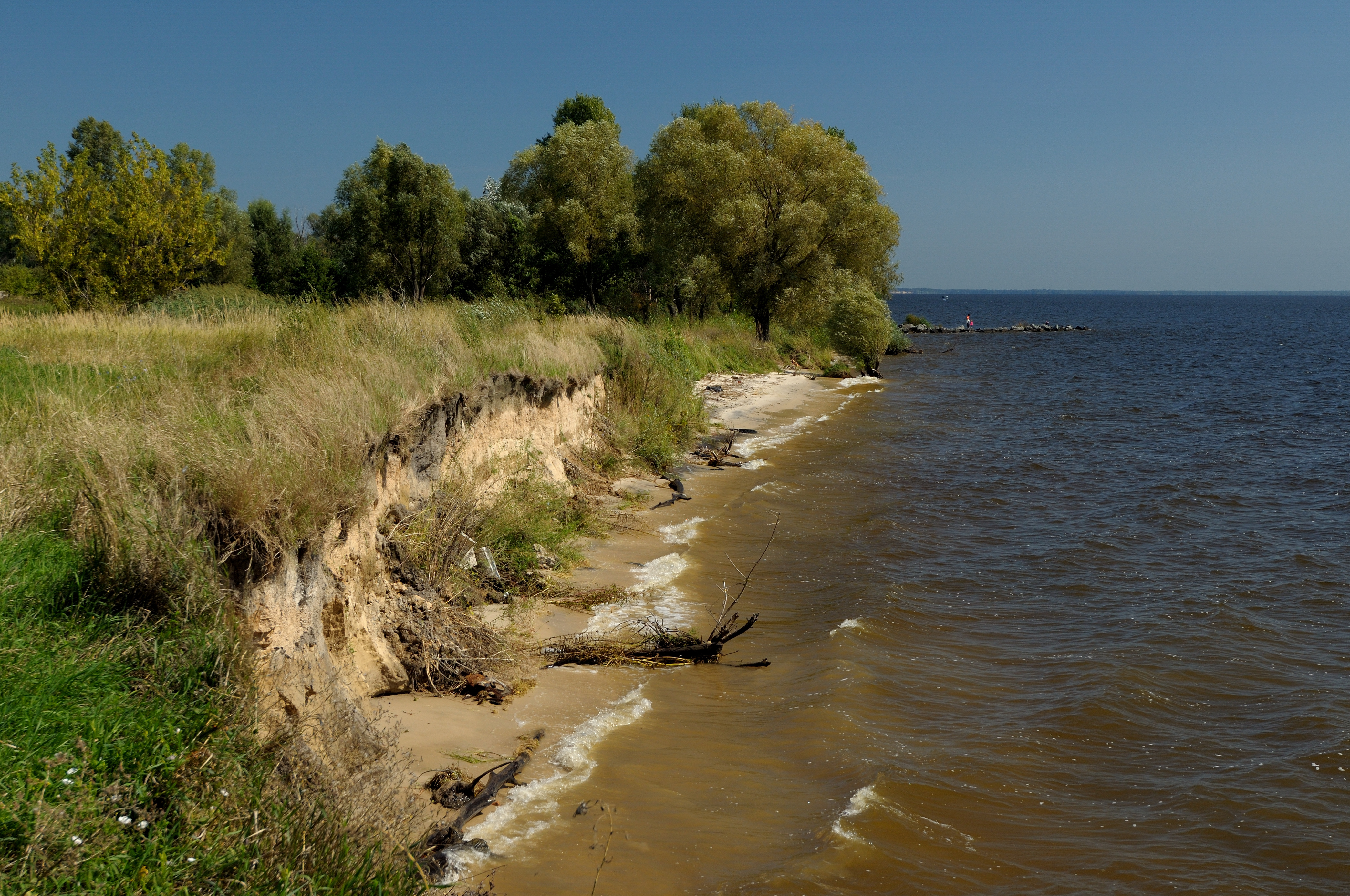
Das Kiewer Meer bei Jasnohorodka im Rajon Wyschhorod

Das Dorf liegt auf einer Höhe von 103 m am rechten (westlichen) Ufer des zum Kiewer Meer angestauten Dnepr, 7 km nördlich vom Dorf Hlibiwka, 11 km nordöstlich der, an der Regionalstraße P–02 gelegenen, Siedlung städtischen Typs Dymer, 37 km nördlich vom Rajonzentrum Wyschhorod und 53 km nördlich vom Oblastzentrum Kiew.

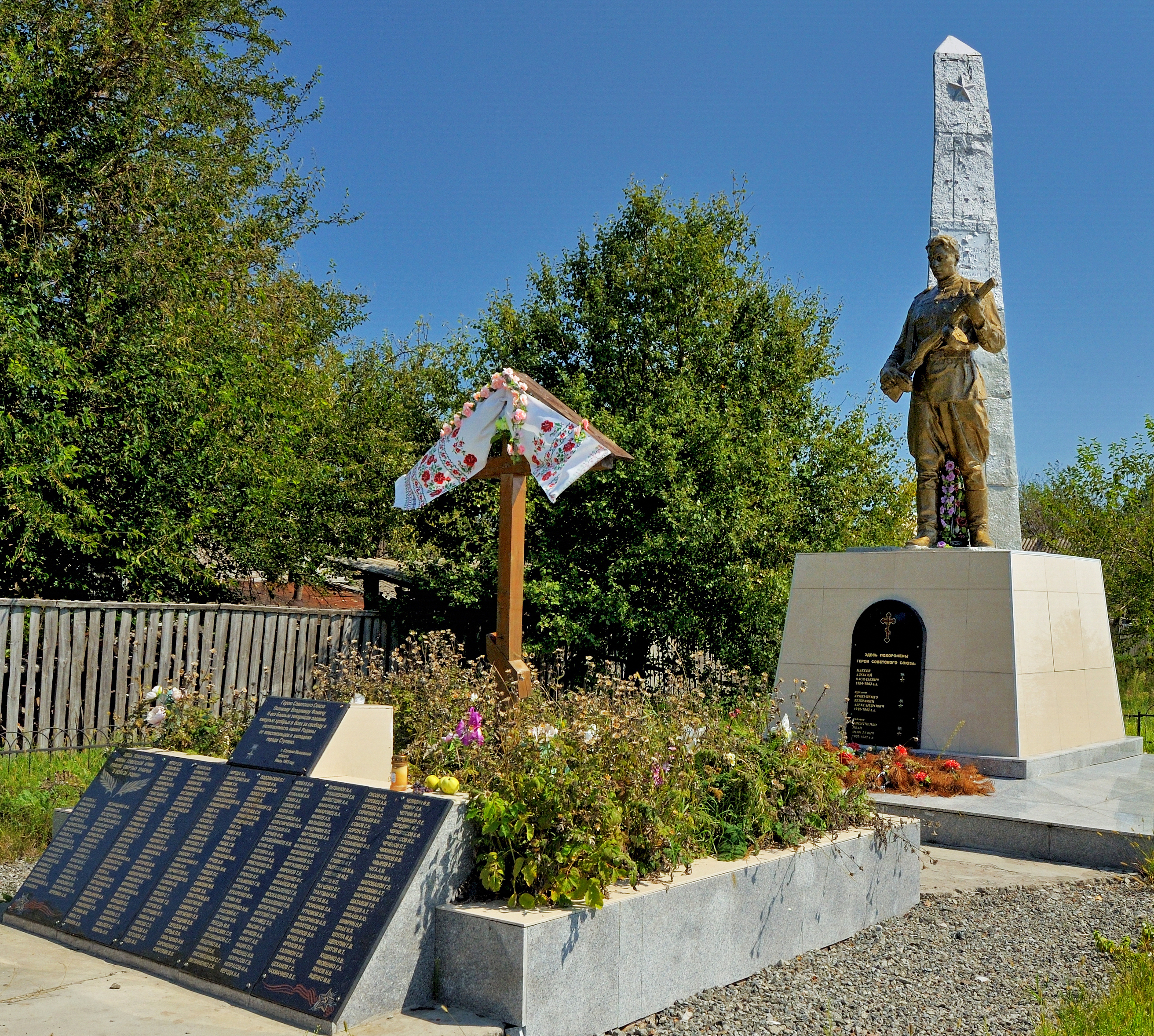
Kriegsgräber im Dorf

Bei dem erstmals im  17. Jahrhundert schriftlich erwähnten Dorf errichtete die Rote Armee während des Zweiten Weltkrieges am 23. September 1943 einen Brückenkopf auf dem Westufer des Dnepr, von dem aus, nach dessen Erweiterung am 3. November 1943, die Offensive gegen Kiew begann.
Am 12. Juni 2020 wurde das Dorf ein Teil der neugegründeten Siedlungsgemeinde Dymer, bis dahin bildete es die gleichnamige Landratsgemeinde Jasnohorodka (Ясногородська сільська рада/Jasnohorodska silska rada) im Osten des Rajons Wyschhorod.